# Dawyck Botanic Garden

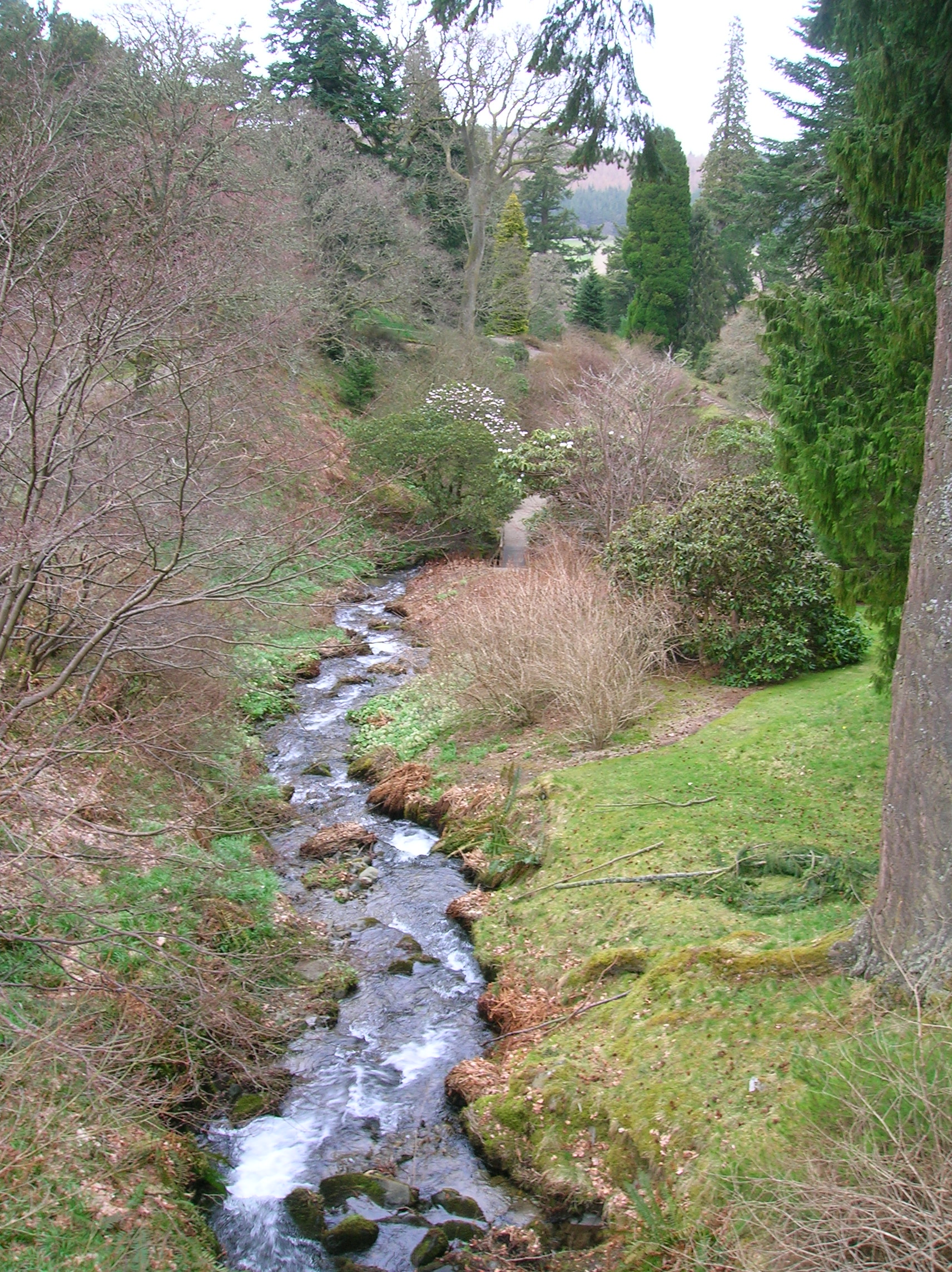
Dawyck Botanic Garden

Dawyck Botanic Garden – ogród botaniczny i arboretum w Szkocji k. średniowiecznego kościoła Stobo Kirk, 8 mil na południe od miasta Peebles.
Organizacyjnie związany jest z Królewskim Ogrodem Botanicznym w Edynburgu. Zajmuje powierzchnię ok. 25 hektarów (62 akrów). Ogród swymi początkami sięga XVII wieku. Przy jego zakładaniu brała udział znana rodzina ogrodników Veitch ("Veitch and Sons", "Veitch Nurseries").
W ogrodzie znajduje się zabytkowa kaplica Dawyck Chapel, zbudowana przez właścicieli zamku Dawyck House.